# Новоселски мъченици
Светите Новоселските мъченици са изкланите от турците монахини и свещеници по време на клането на 9 май 1876 г. в Новоселския манастир „Света Троица“ в град Априлци.
Днес мощите се намират в Храма на монастира.
Имената на мъчениците са :
- свещеници Никола Барбулов и Георги Дългодрейски;
- монахините Сусана Сомлева, София Павкова, Елисавета Злийска, Ефросиния Мофтиева, Христина, Калиста и Катерина;
- мирянката Сусана Чорбаджиева.

Те, заедно с жертвите от Баташкото клане, са канонизирани за свети мъченици на 3 април 2011 г. с решение на Светия синод на БПЦ.
На 30 май 2011 г. в Санкт-Петербург под председателството на Негово Светейшество Кирил, патриарх Московски и на цяла Русия Светият Синод на Руската Православна Църква излезе с решение имената на свещеномъчениците Петър и Нейчо, мъченик Трендафил, Йоан, Илий и останалите Баташки мъченици да бъдат включени в месецослова на Руската православна църква, а тяхната памет да се чества на 4 (17) май. Имената на свещеномъчениците Николай и Георги, мъчениците Сусана и другите Новоселски мъченици също да бъдат включени в месецослова на РПЦ и тяхната памет ще се чества на 26 април (9 май).